# Glypta michiganica
Glypta michiganica là một loài tò vò trong họ Ichneumonidae.